# Daniel Isom Sultan
Daniel Isom Sultan (9 décembre 1885 — 14 janvier 1947) est un lieutenant général américain pendant la Seconde Guerre mondiale.

## Biographie
Né à Oxford, dans le Mississippi, Sultan est diplômé de l'académie militaire des États-Unis en 1907. Il entre dans le corps du génie de l'armée des États-Unis où il gravit les échelons, enseignant l'ingénierie à West Point de 1912 à 1916, date à laquelle il rejoint les Philippines. Il supervise la construction de fortifications sur diverses îles avant d'être en charge de tous les travaux de fortification de l'armée américaine aux Philippines. Il sert ensuite dans l'état-major du département de la Guerre des États-Unis et l'état-major des forces expéditionnaires américaines jusqu'en 1922. Sultan dirige le Nicaragua Canal Survey (projet pour la construction d'un futur canal) et commande les troupes américaines dans le pays de 1929 à 1931, lorsqu'il retourne aux États-Unis et rédige un rapport sur le canal.
Sultan est ensuite ingénieur de district à Chicago, menant la construction des Grands Lacs à la voie navigable du Mississippi jusqu'en juillet 1934. Il est ensuite impliqué dans diverses commissions à Washington DC, et est commissaire ingénieur du district de Columbia. À la fin de 1938, il prend le commandement du 2e régiment d'ingénieurs et prend finalement la tête de la division hawaïenne (en) au début de 1941. Sultan dirige divers autres commandements au début de la Seconde Guerre mondiale, y compris la 38e division d'infanterie et le VIIe corps d'armée. En 1943, il est nommé commandant adjoint du théâtre des opérations Chine-Birmanie-Inde et prend le commandement du théâtre Birmanie-Inde en octobre 1944. En 1945, il est nommé inspecteur général de l'armée des États-Unis et occupe ce poste jusqu'à sa mort en 1947. Il reçoit la médaille du service distingué quatre fois, la légion du mérite, la médaille de l'étoile de bronze et est nommé compagnon de l'ordre du bain .

## Postérité
Le navire de transport de la marine américaine USNS General Daniel I. Sultan (T-AP-120) été nommé en son honneur.